# アンナ・マリア・ヴァーサ
アンナ・マリア・グスタフスドッテル・ヴァーサ・アヴ・スヴェーリエ（Anna Maria Gustavsdotter Vasa av Sverige, 1545年6月19日 - 1610年3月20日）は、スウェーデン王グスタフ・ヴァーサとその2番目の妃マルガレータ・レイヨンフーヴッドの間の三女。ドイツのプファルツ＝フェルデンツ公ゲオルク・ヨハン1世と結婚した。フェルデンツ公領の摂政（在任1592年 - 1598年）を務めた。

## 生涯
1562年12月20日にプファルツ＝フェルデンツ公家に嫁いだ。家庭生活は円満で、アンナ・マリアは夫ゲオルク・ヨハン1世の助言者となり、夫の無謀な野心を抑えようと努めた。アンナ・マリアはまた自分の兄弟とドイツ諸侯の娘との縁組を熱心に勧め、1579年には末弟のカール（後のカール9世）とプファルツ＝ジンメルン家の公女アンナ・マリアを結婚させている。
1592年に未亡人になると、アンナ・マリアは夫の遺した30万フローリンもの莫大な借財を返済するために奔走することになった。また彼女は、夫が遺言で息子たちに遺産を分割すると言い残したために起きた、領土の相続をめぐる息子たちの争いをも諫めねばならなかった。彼女は摂政として1592年から1598年まで統一状態のフェルデンツ公領を治めた。その後、長男のゲオルク・グスタフがフェルデンツとラウテレッケンを相続分として確保し、下の息子たちはそれ以外の地域を与えられた。

## 子女
夫のゲオルク・ヨハン1世との間に11人の子女があった。
- ゲオルク・グスタフ（1564年 - 1634年） - プファルツ＝フェルデンツ公
- アンナ・マルガレーテ（1565年）
- アンナ・マルガレーテ（1571年 - 1621年） - 1589年、プファルツ＝ジンメルン＝シュポンハイム公ライヒャルトと結婚
- ウルスラ（1572年 - 1635年） - 1585年、ヴュルテンベルク公ルートヴィヒと結婚
- ヨハンナ・エリーザベト（1573年 - 1601年）
- ヨハン・アウグスト（1575年 - 1611年） - プファルツ＝リュッツェルシュタイン公、プファルツ選帝侯フリードリヒ3世娘アンナ・エリーザベトと結婚
- ルートヴィヒ・フィリップ（1577年 - 1601年） - プファルツ＝グッテンベルク公
- マリー・アンナ（1579年）
- カタリーナ（1582年 - 1595年）
- ゲオルク・ヨハン2世（1586年 - 1654年） - プファルツ＝リュッツェルシュタイン公、プファルツ＝グッテンベルク公